# Chathamregenpfeifer
Der Chathamregenpfeifer (Charadrius novaeseelandiae, Syn.: Thinornis novaeseelandiae) ist eine seltene Vogelart aus der Familie der Regenpfeifer, die auf den Chatham-Inseln endemisch ist.

## Merkmale

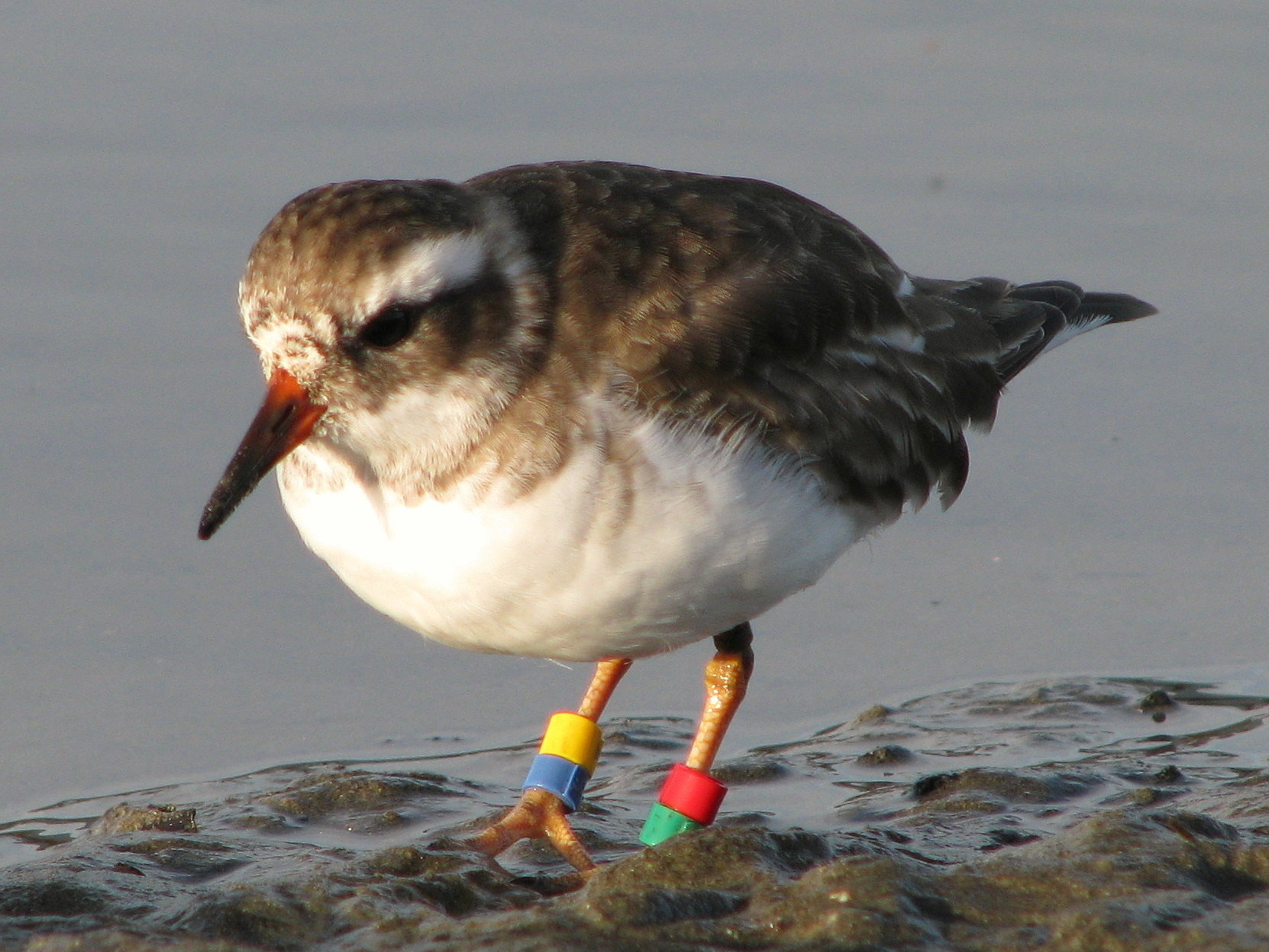
Jungvogel

Der Chathamregenpfeifer erreicht eine Größe von 20 Zentimetern. Beim erwachsenen Männchen sind die Stirn, das Gesicht, der Nacken und das Kehlband schwarz; beim erwachsenen Weibchen sind diese Stellen braun. Oberkopf und Gesicht sind durch einen weißen Ring getrennt. Der Scheitel, der Hinterkopf und die Oberseite sind graubraun. Die Unterseite ist weiß. Der Schnabel ist orangerot mit einer schwarzen Spitze. Die Beine sind orange. Die Jungvögel haben einen weißen Kopf und Nacken. Kappe und Augenfleck sind braungrau. Der braune Schnabel hat eine orange Basis. Die Lautäußerungen bestehen gewöhnlich aus einem kleet.

## Verbreitung und Lebensraum

Topografische Karte der Chatham-Inseln

Der Chathamregenpfeifer brütet auf Rangatira und Mangere Island in den Chatham-Inseln. Irrgäste wurden gelegentlich auf Pitt Island nachgewiesen. 21 Individuen wurden 1999 auf dem Western Reef entdeckt, von denen das letzte Exemplar 2003 in menschliche Obhut kam. Seit 2007 läuft ein Auswilderungsprogramm auf Mana Island nahe Wellington und seit 2012 ein Auswilderungsprogramm auf Motutapu Island im Hauraki Gulf. Die Nistplätze befinden sich im Schlickwatt, auf Salzwiesen, sowie auf Sand- und  Geröllstränden.

## Lebensweise
Der Chathamregenpfeifer ist monogam. Die Paare verteidigen während der Brutsaison hartnäckig ihr Revier. Er geht bevorzugt auf nassen, blanken oder mit Algen bedeckten Felsplatten auf Nahrungssuche. Die Nahrung besteht aus Ruderfußkrebsen, Flohkrebsen und Insektenlarven. Die Brutsaison dauert von September bis April. Das Nest wird unter dichter Vegetation, darunter Muehlenbeckia australis, Tussockgräser und Seggen, von beiden Altvögeln errichtet. Das Gelege besteht aus zwei bis drei Eiern. Die Inkubationszeit beträgt 28 Tage. Beide Eltern kümmern sich um die Jungenaufzucht. Die Periode, in der die Jungen flügge werden, ist höchst unterschiedlich. Sie reicht von 29 bis 63 Tagen.

## Bestand und Gefährdung
Der Chathamregenpfeifer war früher an den Küsten der neuseeländischen Südinsel weit verbreitet. Hier starb er bereits in den 1870er-Jahren aufgrund der Nachstellung durch verwilderte Hauskatzen und Wanderratten aus. Zwischen 1890 und 1910 wurde die Population auf den Chatham-Inseln durch kommerzielle Sammler ernsthaft dezimiert. 1937 wurde der Bestand auf 70 Paare geschätzt. 85 Vögel wurden im Jahre 1968 gezählt, 90 Vögel im Jahre 1970, 81 im Jahre 1973 und 100 Exemplare im Jahre 1974. Seit der Brutsaison 1998 hat sich der Bestand auf zwischen 156 und 166 Exemplare stabilisiert. 1961 ging durch die Beseitigung der Schafe auf Rangatira Brut-Lebensraum verloren, da auf den einstigen abgegrasten Moorwiesen Wald gewachsen ist. Als größte Gefährdung gelten heute die Ausbreitung des Neuseeländischen Seebären, Brände, Seuchen, schwere Brandung und Stürme sowie Nachstellungen durch den Neuseeland-Kuckuckskauz, durch die Große Raubmöwe und durch die Sumpfweihe. BirdLife International stuft die Art in die Kategorie „stark gefährdet“ (endangered) ein. 2007 wurde ein Pärchen auf Mana Island ausgewildert, das im Jahre 2008 ein Junges und im Jahre 2009 fünf Junge aufgezogen hat. Seit Anfang 2012 beträgt der Bestand etwa 200 Exemplare, davon wurden im Februar 2012 17 Exemplare für ein neues Zuchtprogramm auf Motutapu Island im Hauraki Gulf gebracht. Ende 2012 erlitten die Naturschützer einen schweren Rückschlag, als auf Portland Island aus unbekannten Gründen 60 Vögel verendeten.
Zwischen Februar und August 2020 wurden 34 Jungvögel wiederholt nach Mana Island gebracht. Ziel war es, dort die Population zu sichern und zu steigern. Geschätzt gab es bis dato nur noch knapp 250 Exemplare in freier Wildbahn. Jedoch seien die meisten Vögel nach ihrer Aussetzung auf der Insel zurück auf das Festland geflogen – und dort Opfer von Katzen, Ratten und Raubvögeln geworden.
Einige Vögel wurden gerettet, mit Sendern ausgestattet und zurück nach Mana Island gebracht. Dort ereignete sich eine weitere Katastrophe – sie wurden offensichtlich von Falken gefressen. Nur zwei Exemplare überlebten. Einer ist in einem Zentrum für Wildtiere, der andere wurde auf dem Festland ausgemacht.